# Подорож Джоеніса
«Подорож Джоеніса» (англ. Journey of Joenes; також «Подорож у післязавтра», англ. Journey Beyond Tomorrow) — сатиричний роман відомого фантаста Роберта Шеклі. Написаний в 1962 році. Був уперше опублікований в 1962 році в журналі «Fantasy & Science Fiction» (№ 10 і 11) під назвою «Подорож Джоеніса», також під цією назвою виданий у 1978 році в Британії, у США вийшов окремою книгою в 1962 році як «Подорож у післязавтра».
Роман побудований як збірка переказів народів Океанії 31-го століття про житіє і ходіння Джоеніса по США, простого хлопця з 21-го століття, який став пророком нового життя після війни. У цих усних оповідях вигадливо перемішані факти з життя Джоеніса з перекрученими напівзабутими історією та легендами.
З 1960 року на радянсько-китайському кордоні почалися провокації китайських громадян, які призвели до прикордонного конфлікту на острові Даманський в 1969 році. Шеклі і сатирично обіграв це і показав можливість вибуху війни між СРСР і КНР (але замовчуваної) на початку глави «Історія війни», яка вперше вийшла російською мовою окремо як «Джоеніс у Москві» в січні 1991 року в журналі «Якщо».

## Сюжет
Джоеніс, молодий доглядач електростанції на острові Матуатуа (в Полінезії), був звільнений, тому що рада директорів компанії (очолюваної Артуром Пендрагоном) за круглим столом у Сан-Франциско вирішила закрити деякі філії. Залишившись без роботи, хлопець вирішив вирушити в країну своїх предків і спробувати знайти долю. У Сан-Франциско він знайомиться з Ламом, місцевим бітником, той влаштовує вечірку. Після вжиття мескаліну Джоеніс виголошує на вулиці промову і намагається захистити новоявлену подружку-наркоманку Діедрі від поліційного патруля, який забирає його як комуніста. Він постає перед комісією Конгресу, яка визнає в ньому шпигуна, але потім умовно звільняє після тлумачення вироку Великим Оракулом (суперкомп'ютером). Оповідач з цього приводу роз'яснює деякі моменти історії великої елліністичної цивілізації:

Колись Афіни були одним з міст Стародавньої Греції, звідки виникла американська цивілізація. Поряд з Афінами перебувала Спарта — мілітарна держава, що панувала над містами Македонії у верхній частині штату Нью-Йорк.

Джоеніс запитує у перехожого на вулиці (Чевоїза), про «велику і цілеспрямовану діяльність, яку він спостерігає навколо», той пояснює, що багато з них — мерці, які прикидаються живими. Незабаром перехожий змушений втекти від поліціянта, який звик безжально наводити лад своїм пістолетом.

Ходячі мерці характеризуються майже повною відсутністю почуттів. «…» Часто спостерігається рефлексивна схильність до побожності, що нагадує спазматичне смикання курчати, якому щойно відрубали голову. Через цей рефлекс багато ходячих мерців блукають навколо церков, а деякі навіть намагаються молитися.

Далі Джоеніса підвозять далекобійники, які троє по черзі оповідають Джоенісу історії свого життя: Перший водій — колишній учений Адольфус Пропонус, який намагався боротися в Африці зі смертельними хворобами, поширюваними багатими країнами, але зазнав фіаско і втратив віру в науку.
Інший (чесний водій Рамон Дельгадо) втратив віру у справедливість, оскільки одного разу хотів заплатити за паркування і пішов розміняти песо в магазині, але за «несплату» потрапив до Каторжної Тюрми Морелос. З розповідей сусідів він дізнався, що в'язниці в Мексиці переповнені і натовпи охочих стати в'язнями осаджують їх. Виявляється, зовні голод і безробіття, а у в'язниці триразове харчування та дах над головою. В'язень Едмон Дантес повідав йому, що багато років тому його направили в цей заклад, а потім запропонували умовне звільнення, і він погодився, «бувши зеленим юнаком». Але потім зрозумів, що всі друзі і кохана залишилися у в'язниці, і лише після багаторічних спроб повернутися насилу пробрався туди. В'язень Отіс розповів про свою юнацьку ідеалізацію природи, яка здалася йому кошмаром у зрілому віці, наприклад, він «дізнався, що, як би не радували око чудові блакитні озера, вони завжди оточені колючками і мочарами. А коли ви нарешті добираєтеся до них, то виявляєте, що вода коричнева від бруду»…
А третій водій — виходець з Німеччини Ганс Шмідт, втратив віру в релігію, хоча «ніколи не сумнівався в унікальності людини і її особливого становища у всесвіті, але був переконаний, що сама людина не зможе піднятися над тваринними якостями в своїй натурі», але зрозумівши, що все, чому поклоняються люди, — лише іграшки для забави теологів, і «навіть сама порожнеча — всього лиш брехливий фокус для обдурювання людей».
Потім Джоеніс потрапляє в «Будинок „Холліс“ для неосудних злочинців», де Лам, який потрапив туди ж, пояснює, що в Будинку живуть письменники і художники, які ховаються від божевільного світу. Там само перебувала людина-аватар Бога, але в це не вірили лікарі. Діедрі пише Джоенісу листа, з якого випливає, що вона стала фанатично відданою родинним цінностям і скоро вийде за нього заміж. Але коли його запрошують викладати курс в університеті, він з радістю уникає одруження. Спочатку він сам не знав теми курсу, але з допомогою студентів так-сяк закінчив семестр.

«Помічник Міністра з Нагляду за Розподілом державних Посад» пропонує Джоенісу державну службу, заявляючи, що попередні події лише показали його лояльність. Хлопця посилають в Октагон (багаторазово укрупнений аналог «тісного» Пентагону), з'ясувати своє завдання. Він блукає там кілька днів, оскільки Октагон постійно перебудовується, а картографи роблять фальшиві карти і самі знають лише малу частину будівлі. Там він зустрічає Тесея, тираноборця, який бажає вбити спокусника малолітніх Едвіна Дж. Мінотавра. Тесей, на знак помсти за викрадення сестри, сам спокусив дочку тирана, Аріадну, яка кралась за ним слідом і змотувала рятівну нитку. Джоеніс випадково знаходить кабінет Мінотавра і отримує завдання вилетіти до СРСР з дипломатичною метою запобігання світовій війні, в Москві партійці повідали йому подробиці радянсько-китайської війни. Але на зворотному шляху:

Коли Джоеніс пролітав над Каліфорнією, автоматична радарна станція прийняла його літак за літак супротивника, що вторгся, і відкрила вогонь, випустивши по ньому серію ракет класу «повітря — повітря». Цим трагічним інцидентом і відкрилася початкова стадія великої війни.

Недовго пробувши на військовій службі Джоеніс і Лам на яхті пливуть у Полінезію, де стають пророками нового життя. Послідовники Лама знищують метали, як джерела зла, а послідовники Джоеніса бачать вкорінення зла в людині. В старості до Джоеніса припливає на плоту Чевоїз і віддає документи, виявилося, що це листи Діедрі, як вижила, і справжня карта Октагона від втіленого Бога, яку Джоенісу не дав подивитися лікар у лікарні. У відчаї він вирушає в гори, живучи в печерах, де через сотні років про нього ходять легенди.